# 河間地域

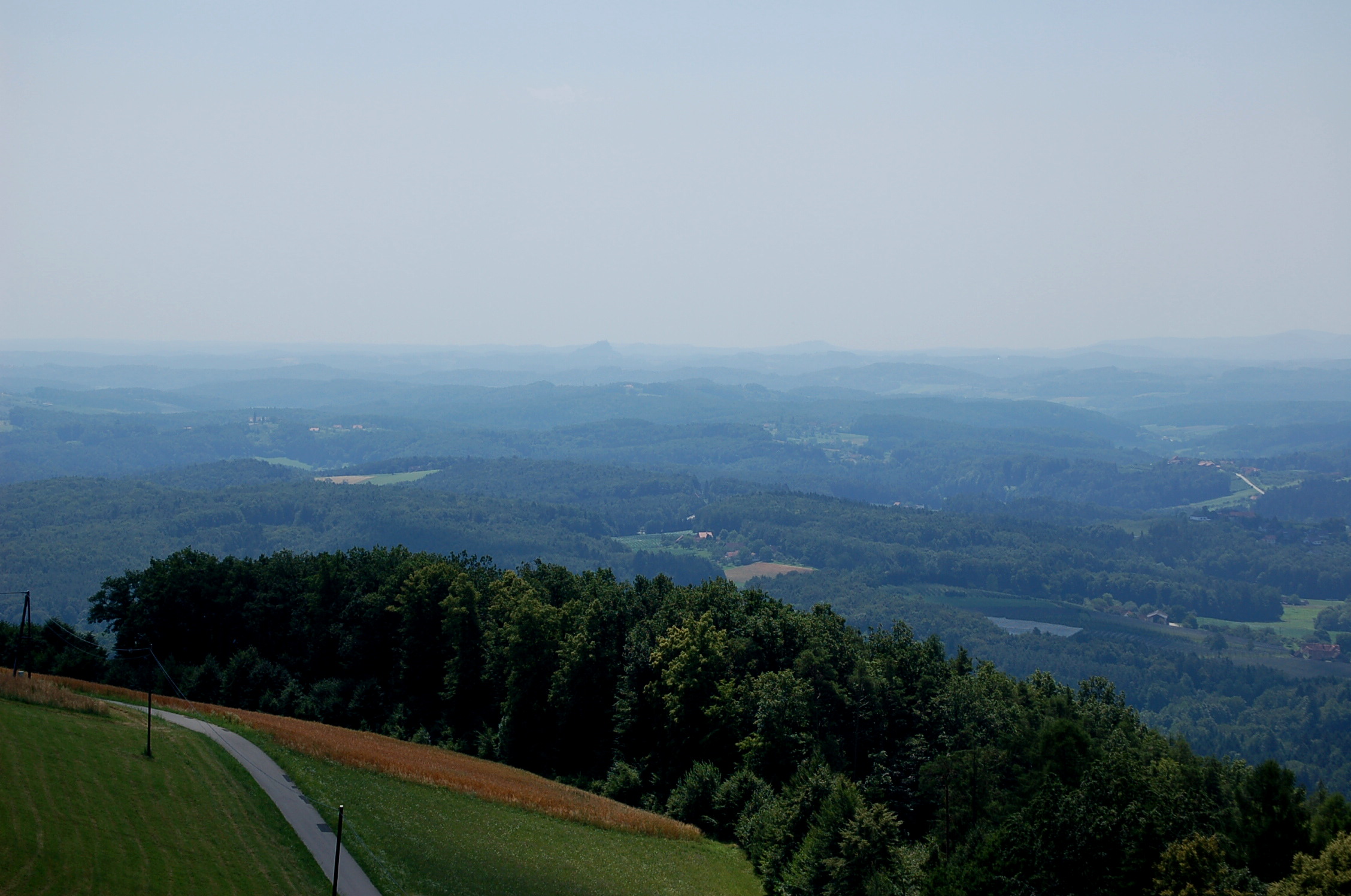
ハーバーシュタイン城の南側にある東スティリアンヒル

河間地域（かかんちいき、英: interfluve）は、2つの谷の間にある尾根状の細長い地形である。ホウィットー（Whittow）はより一般的な2つの同じ水系の川に挟まれた高地と定義した。

## 形成
この地形は土流の一種（"ソリフラクション"）によって形成されるが、かつての河床が河川侵食されることによって形成されることもある。レスや崩積土などの最近堆積した地層がある場合、河間地域を形成する石の粒子は丸く凹凸の少ないものが多い。河間地域が形成されると"河間風景（interfluvial landscape）"と呼ばれる。

## 河間地域の存在
- ブルゲンラント州南部の東スティリアンヒル（英語版）（オーストリア）[4]
- ドイツの自然地域（英語版）の一つであるイラーレッヒ高原（英語版）の大部分。バイエルン州シュヴァーベンおよびアッパーシュヴァーベン（英語版）（バーデン＝ヴュルテンベルク州）に所属。ドナウ川やイラー川、レヒ川の河谷やドナウリード（英語版）フェーダーリード（英語版）や南部のオールドドリフト以外の部分